# Mahalaleel
Mahalaleel (hebr. מהללאל – ten, który wielbi El) – postać występująca w Księdze Rodzaju, oraz w dziele rabinicznym zaliczającym się do gatunku midrasz – Księdze Jubileuszów.
Księga Rodzaju (rozdział 5) podaje, iż jego ojcem był Kenan (urodził się, gdy ten miał 90 lat), a synem Jered. Żył 895 lat.

Księga Jubileuszów (rozdział 4) podaje również imię jego matki – Melelet, imię jego żony i zarazem kuzynki – Diny, oraz syna – Daniela.

Gdy Mahalaleel miał sześćdziesiąt pięć lat, urodził mu się syn Jered. A po urodzeniu się Jereda żył osiemset trzydzieści lat i miał synów i córki. Gdy Mahalaleel miał ogółem osiemset dziewięćdziesiąt pięć lat, umarł.